# 六地蔵越
六地蔵越（ろくじぞうごえ）は、徳島県三好市池田町白地と香川県三豊市山本町河内の境界にある香川県道・徳島県道4号丸亀三好線の峠。標高約607m。

## 地理
徳島県三好市池田町白地と香川県三豊市山本町河内の県境にある峠。香川・徳島県境にある主要峠のひとつで、峠道は物資交流の要路であった。
峠名は、江戸時代中期に建立の六地蔵に由来する。一枚石に浮彫りされた6体の地蔵尊像は、いまもその美しさを保っている。この峠はしばらくさびれていたが、1958年（昭和33年）に徳島県道・香川県道6号込野観音寺線に改良編入され、1970年（昭和45年）に改修工事が完了。道路の改修に伴い六地蔵尊と不動明王碑は香川県の山本町側に移設された。